# Grindtorpskyrkan
Grindtorpskyrkan är en frikyrka belägen i Täby kommun, mellan Täby Centrum och bostadsområdet Grindtorp. Kyrkan tillhör Pingst – fria församlingar i samverkan och grundar sin verksamhet på Bibelns lära. 

## Kyrkobyggnaden
Kyrkobyggnaden invigdes 1996 och fungerar som en samlingsplats för församlingens olika aktiviteter. Byggnaden är funktionellt utformad för att rymma gudstjänster, ungdomssamlingar, närgrupper, körverksamhet och andra evenemang. 

## Övrigt
Församlingen strävar efter att vara en öppen och välkomnande plats för människor i alla åldrar och livssituationer. Utöver de religiösa aktiviteterna är Grindtorpskyrkan engagerad i socialt arbete. Tillsammans med andra församlingar driver de Kyrkornas Second Hand i Täby, där överskottet går till olika hjälpprojekt runt om i världen.
Församlingen har även en närvaro på sociala medier, där de delar information om kommande händelser och inspirerande innehåll. De har en Facebook-sida och en YouTube-kanal med korta videor om ämnen som bön, Bibeln och den Helige Ande.